# 愛媛県立第二養護学校
愛媛県立第二養護学校（えひめけんりつ だいにようごがっこう）は、かつて愛媛県東温市にあった養護学校である。

## 学部
- 小学部
- 中学部

## 所在地
- 愛媛県東温市見奈良1545

## 沿革
- 1956年（昭和31年）：国立愛媛療養所に「つみ木の会」発足
- 1957年（昭和32年）：重信中学校東分校・北吉井小学校東分校設置
- 1972年（昭和47年）：愛媛県立第二養護学校開校
- 2006年（平成18年）：愛媛県立第一養護学校と統合した新学校「愛媛県立しげのぶ特別支援学校」の開校に伴い廃校